# بخش کاتریلو
بخش کاتریلو (به اسپانیایی: Departamento Catriló) یک منطقهٔ مسکونی در آرژانتین است که در استان لا پامپا واقع شده‌است.